# Rave Racer
Ne doit pas être confondu avec Rage Racer.
Rave Racer est un jeu vidéo de course sorti sur système d'arcade, du nom de system 22, en 1995,,,,,,,,,,,,,,,,,,,,,,,,. Ce jeu ainsi que sa plate-forme sont développés par Namco. Il s'agit du troisième titre arcade de la série Ridge Racer.

## Voitures
- Car #1: R.T. Derota
- Car #2: R.T. Steel Gunner
- Car #3: R.T. The Tower of Druaga
- Car #4: R.T. Baraduke
- Car #5: R.T. Dragon Spirit
- Car #6: R.T. Cyber Sled
- Car #7: R.T. Cyber Cycles
- Car #8: R.T. Project Dragoon